# 1648
1648 (MDCXLVIII) a fost un an bisect al calendarului gregorian, care a început într-o zi de miercuri.

## Evenimente

#### Martie
- 23 martie: Împărțirea insulei Sfântul Martin între Franța și Olanda.

#### Nedatate
- Pacea Westfalică. Tratat de pace care a pus capăt Războiului de Treizeci de Ani.

## Nașteri
- 26 aprilie: Pedro al II-lea al Portugaliei  (d. 1706)
- 2 septembrie: Magdalene Sibylle de Saxa-Weissenfels  (d. 1681)
- 13 martie: Anne Henriette de Bavaria  (d. 1723)
- 13 octombrie: Françoise Madeleine d'Orléans  (d. 1664)
- 24 mai: Albrecht, Duce de Saxa-Coburg  (d. 1699)
- 23 februarie: Arabella Churchill  (d. 1730)
- 20 decembrie: Tommaso Ceva matematician italian (d. 1737)
- 1 ianuarie: Elkanah Settle  (d. 1724)
- dată necunoscută: Donat Johann Heißler von Heitersheim  (d. 1696)

## Decese
- 28 februarie: Christian al IV-lea, 70 ani, rege al Danemarcei și Norvegiei (n. 1577)
- 25 decembrie: Claudia de Medici, 44 ani, arhiducesă de Austria și ducesă de Urbino (n. 1604)